# Sidi Ifni

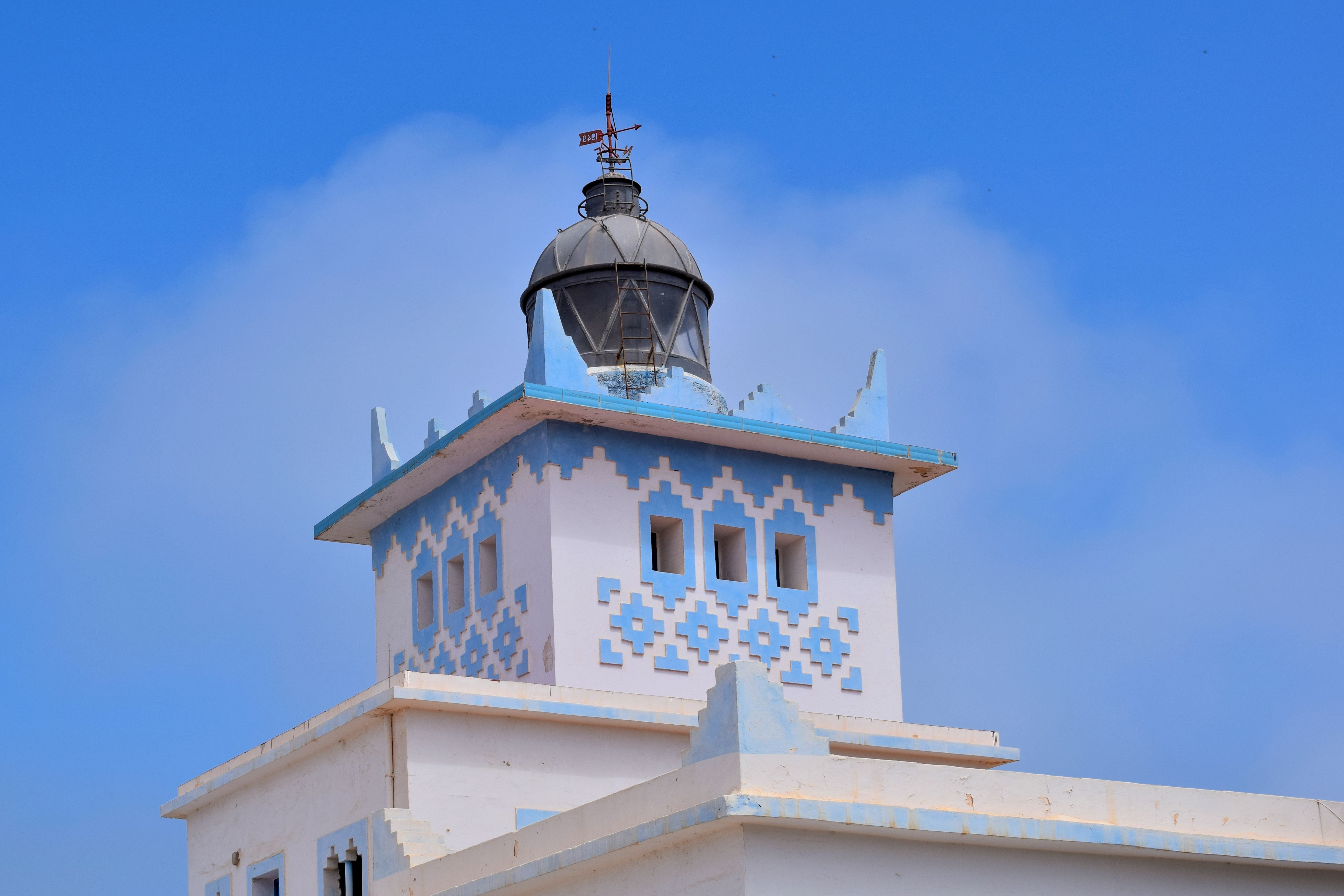
Faro de Sidi Ifni

Sidi Ifni (en árabe: سيدي إفني‎) es una ciudad y municipio marroquí situado en la parte occidental de la provincia de Sidi Ifni, en la región de Guelmim-Río Noun. A orillas del Océano Atlántico, este municipio limita con los de Tiugsa, Amel-lu y Mesti.
Está a 163 kilómetros por carretera al sur de Agadir. Hasta 1969 fue capital del antiguo territorio español de Ifni.

## Toponimia

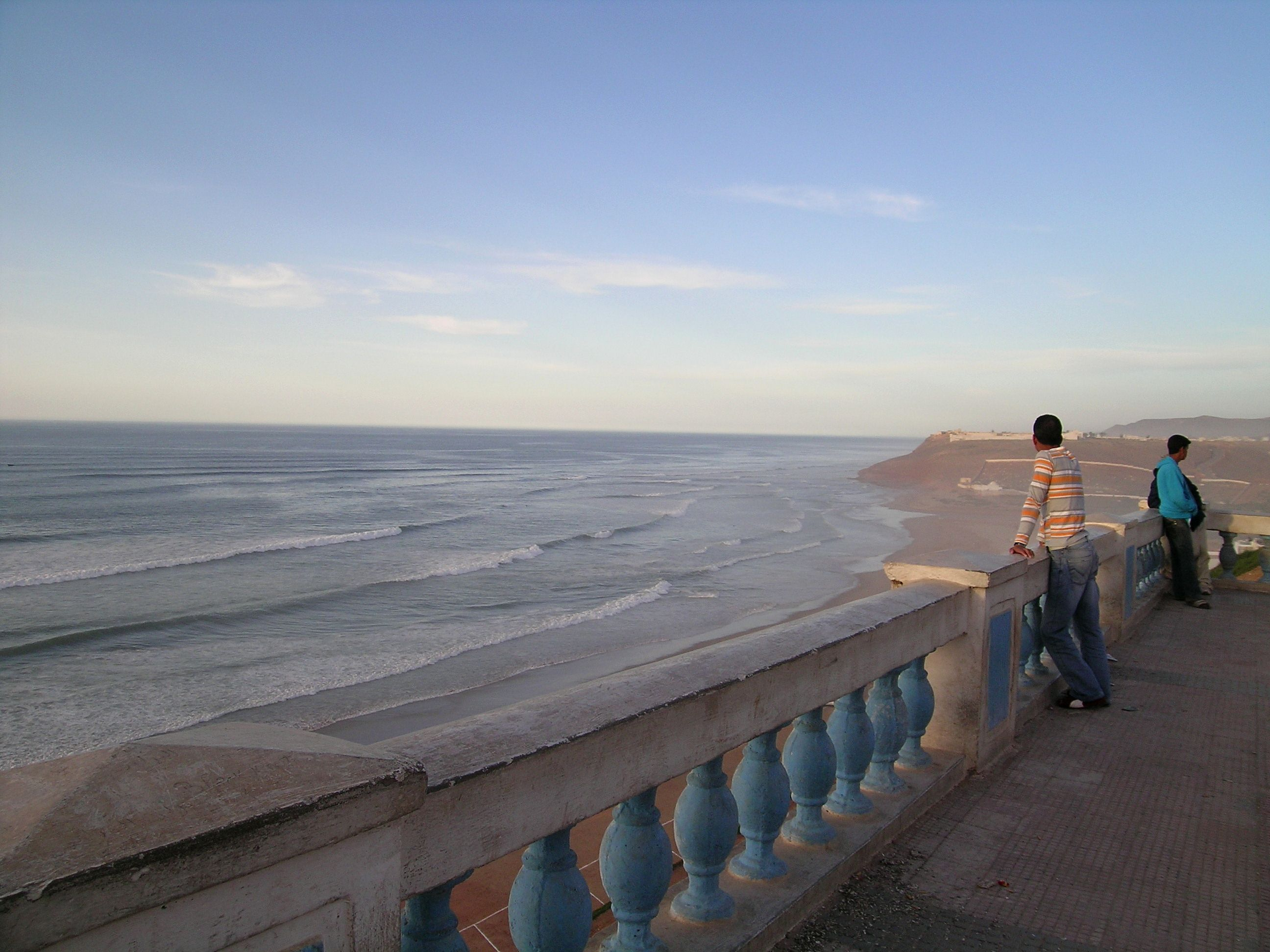
Paseo marítimo de Sidi Ifni («La Barandilla»).

Antes de la fundación de la ciudad en 1934 el lugar se denominaba aduar Amezdog. También se la conocía por el nombre de la tribu de la cabila bereber chleuh Ait-Baamarani de El Mesti. Otras denominaciones del lugar son Ait Ijelf o Id Brahim Iusf.
Según Kebir Abdemalik, el nombre de Sidi Ifni se puede traducir de manera aproximada del idioma bebeber como señor de la laguna, referida a la desembocadura del río Asif n'Ifni. Junto a ese sitio existe un morabito de cúpula verde en el que se encuentra enterrado el chej Sidi Alí, un líder de la cofradía marroquí Darkaoa. Desde tiempo inmemorial visitaban los lugareños del Sus la tumba de Sidi Alí n'Ifni, es decir, Sidi Alí en la laguna. Lo cierto es que los morabitos guardan siempre relación con puntos de agua, "ya sean pozos, riachuelos, ramblas o fuentes, casi siempre en lugares altos y se ofrece la oportunidad de ser enterrado junto al santo, por lo que casi siempre podemos hallar un pequeño cementerio en el entorno".
Por las circunstancias del tratado de Wad Ras, en muchas ocasiones, se empleaba el nombre de Santa Cruz de Mar Pequeña para denominar a la población, aunque este lugar se encuentra, en realidad, en Tarfaya.

## Demografía
Tiene una población aproximada de 20 000 personas. 

## Geografía física
La ciudad se encuentra en una zona desértica, situada en el borde de una estrecha meseta, entre Yebel (monte) Bu Laalam y una costa acantilada, interrumpida por la desembocadura del río Ifni, que en realidad es un torrente que solo lleva agua, tumultuosamente, cuando llueve en la zona (entre octubre y, sobre todo, noviembre y en febrero/marzo). Un agua que tiñe de marrón la costa, justo en línea desde la desembocadura hacia el sur, desvelando una fuerte corriente marina costera. Señalar además, la playa de Legzira y sus acantilados de conglomerados rojos donde destaca un arco de piedra sobre la playa, tras el derrumbe de su arco gemelo en 2016.

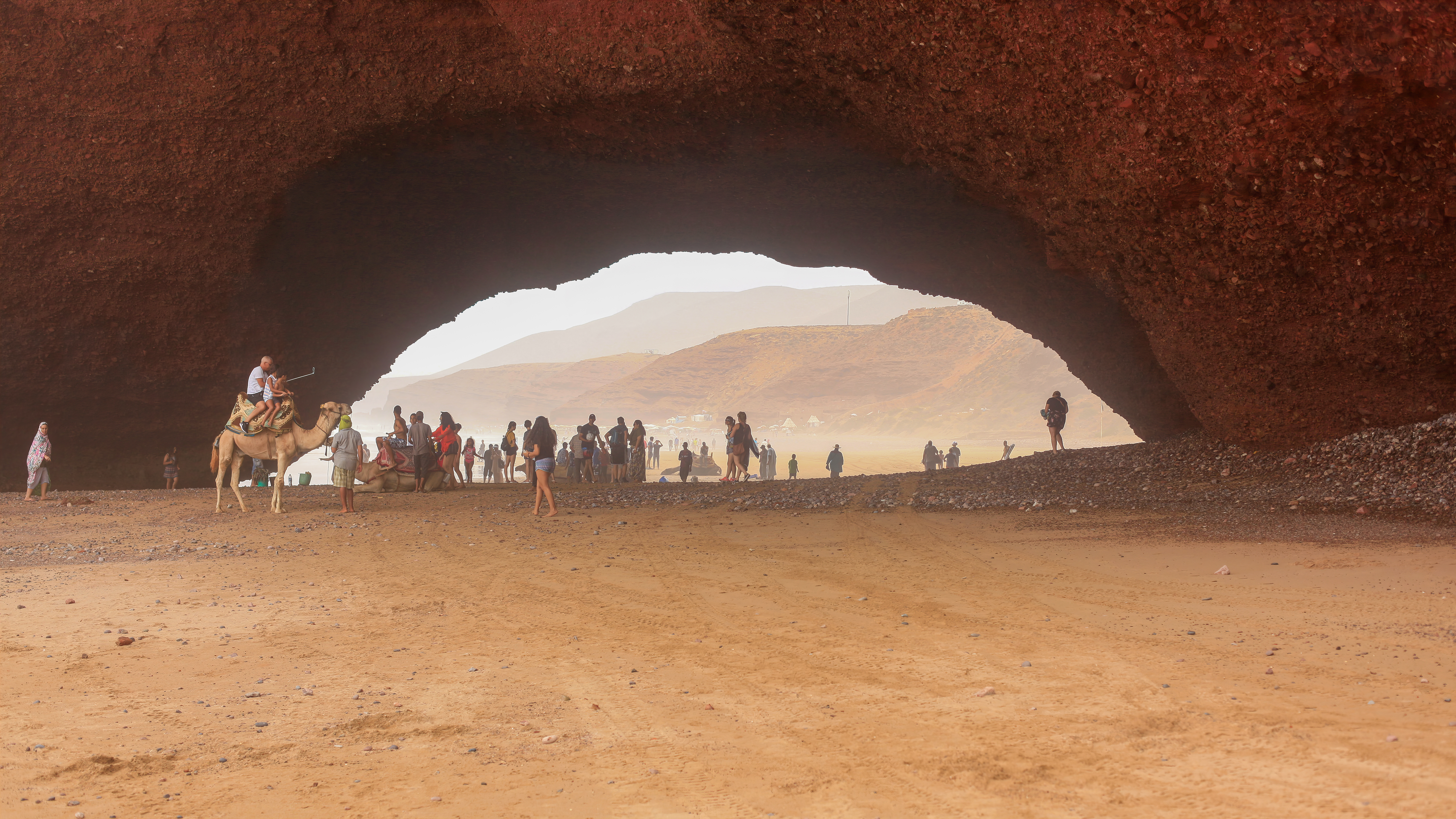
Arco de la playa de Legzira

### Clima
De acuerdo con la clasificación de Köppen su clima es Bwh, clima árido. Sin embargo, la ciudad goza de un microclima especial, bastante más suave que en el caluroso territorio del interior. Suelen darse nieblas cerradísimas. En 2016 la ONU premió la iniciativa de captación del agua de la niebla para abastecimiento de agua potable, al igual que las iniciativas desarrolladas en Canarias o Chile. No obstante, la proximidad del desierto se hace notar en la baja pluviosidad, en la flora y, de vez en cuando, por la llegada del siroco, viento del desierto que puede elevar repentinamente la temperatura ambiental a 50 °C.

## Historia

Mapa de África Occidental hasta 1956 (independencia de Marruecos).

### Fundación de Sidi Ifni

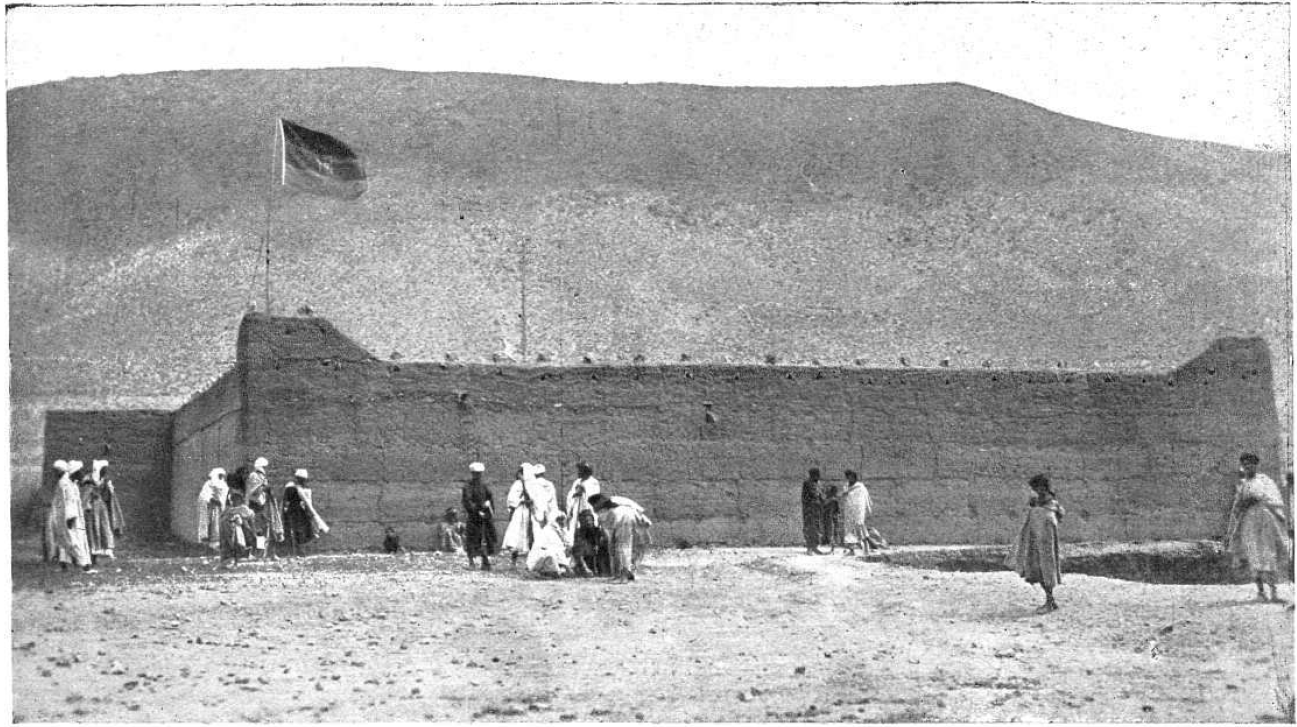
La bandera española ondeando sobre la sede provisional del gobierno del Territorio de Ifni el 7 de abril de 1934, que marcó la ocupación efectiva de Ifni por los españoles.

Escudo de Sidi Ifni (1954) como capital del África Occidental Española.

La ciudad se fundó el seis de abril de 1934, tras la toma de posesión de la zona por el coronel Osvaldo Capaz, en nombre del Gobierno de la Segunda República Española. En el lugar solo existía una pequeña construcción, un aduar denominado Amezdog, perteneciente a la cabila El Mesti de la tribu bereber Ait-Baamarani, y de la que no queda actualmente ningún resto. La soberanía española quedaba reconocida por el sultán de Marruecos mediante el Tratado de Wad-Ras, firmado el 26 de abril de 1860. Por causas políticas y las contradictorias interpretaciones de la histórica ubicación de Santa Cruz de la Mar Pequeña, en 1883 ambas naciones establecieron que Sidi Ifni correspondía a la plaza fuerte castellana del siglo XV de Santa Cruz de la Mar Pequeña a la que refería el Tratado de Wad-Ras. 
Tras la firma del Tratado de Fez en 1912 y las campañas de 1934 que culminaron la conquista francesa de Marruecos, los españoles tomaron posesión formal del territorio. Presionados por los acuerdos firmados con Francia en 1912 y con la aquiescencia de las tribus que, ante las circunstancias, prefirieron la presencia española a la francesa y la expectativa de no tener que pagar tributos al sultán, el 27 de marzo de 1934 se produjo la ocupación de Cabo Juby, gracias a los contactos satisfactorios entre el coronel Capaz y representantes de la población del territorio. El 4 de abril Capaz, tras recibir la autorización del Gobierno español, embarcó en el cañonero Canalejas rumbo hacia Ifni. En esa fecha, un trimotor arrojó una carta de Capaz en el zoco del Arbaa de Mesti, que anunciaba los acuerdos adoptados y el próximo desembarco español. El acontecimiento fue relatado así por Francisco Hernández-Pacheco, que formó parte de la expedición científica que recorrió poco después el territorio de Ifni para la Real Sociedad Geográfica, de la que dieron cuenta los diarios de la época como La Libertad o El Sol:

Desembarcó Capaz en la playa de Sidi Ifni el día 6 de abril [de 1934], acompañado solamente por el Teniente Lorenzi y el cabo señalero del Canalejas, Fernando Gómez Flórez. Al encuentro del bote de los españoles, salió de la playa un cárabo con indígenas, al que transbordaron Capaz y los suyos, desembarcando todos a poco felizmente en la playa. Se dirigió Capaz a un grupo de indígenas que le esperaban, del que se destacaron algunos notables, que ofrecieron al Coronel en señal de bienvenida un cuenco de leche agria. Después, a caballo, se ascendió a lo alto de la zona litoral y en el inmediato caserío de Amedog (sic) se comió. Durante la comida llegaron unos grupos de indígenas y notables, a los que Capaz expuso sencilla y claramente los propósitos e intenciones de España. Los indígenas marcharon después de la comida, celebrando algunas reuniones, en las que se discutió ampliamente. A la mañana siguiente comunicaron al Coronel Capaz la conformidad de Ifni de unirse a España.
Francisco Hernández-Pacheco, Rasgos fisiográficos y geológicos del territorio de Ifni.

Junto a Amezdog se formalizó la presencia española en una ceremonia a la que asistieron los notables Ait-Baamaranis y el coronel Osvaldo Capaz.
En solo tres años se pasó de un campamento ocasional de tiendas de campaña, y algún barracón, a la construcción de seiscientas viviendas o edificios que albergaban las unidades del Ejército de África como el Grupo Tiradores de Ifni, creado el 9 de junio de 1934 en la que un tercio de los oficiales eran nativos. La población experimentó un crecimiento espectacular en muy pocos años. Durante la guerra civil española seis tabores de Tiradores de Ifni fueron desplazados a la península para la intervención en las batallas, falleciendo aproximadamente 1000 combatientes de esta unidad en la guerra. Para 1940 la estructura urbana estaba ya muy avanzada en sus calles, plazas y edificios principales. De 1940 a 1950 la población creció de 700 a 8.000 habitantes. En 1947 se produjo el incidente menor de la rebelión de la tribu bereber de los Isbuia.

### Guerra de Ifni-Sahara 1957-1958
Tras la independencia de Marruecos, fuerzas irregulares marroquíes atacaron el territorio entre noviembre de 1957 y julio de 1958. Los ataques comenzaron el 23 de noviembre de 1957, dando inicio a la Guerra de Ifni, que se desarrolló en los territorios del África Occidental Española (AOE). Sin embargo, la ciudad estaba abastecida por mar y aire y protegida por puestos avanzados. Inicialmente, buena parte de los efectivos militares eran fundamentalmente soldados de reemplazo, además de un número muy menor indígenas, especialmente encuadrados en el Grupo de Tiradores de Ifni y en la Policía Territorial. Fueron desarmados, desmovilizados, y prontamente sustituidos. Salvo un plan frustrado de las fuerzas irregulares marroquíes para acabar con la oficialidad española, los leves incidentes iniciales y algún atentado, Sidi Ifni no se vio afectada directamente por los acontecimientos militares. Estos se desarrollaron en el interior del territorio. Por parte española se opta finalmente por establecer un perímetro defensivo más denso y difícil de infiltrar y, además, más fácil de sostener y de abastecer, cerca de la ciudad de Sidi Ifni (entre 8 y 10 km del centro de la ciudad, según la zona) abandonando la mayor parte de un territorio árido que habría sido mucho más costoso defender sin ventaja apreciable. Esas posiciones defensivas, bastante numerosas, y las pistas de tierra que las comunican, son aún perfectamente visibles. Al término del conflicto se había abandonado la mayor parte del territorio interior de Ifni, destruyendo los destacamentos liberados durante la guerra. El contingente militar se replegó alrededor de SIdi Ifni, donde se estableció un perímetro defensivo que duró hasta 1969. En 1958 perdió su condición de capital administrativa del África Occidental Española. Ifni fue entonces declarada provincia española de ultramar, con Sidi Ifni como capital.

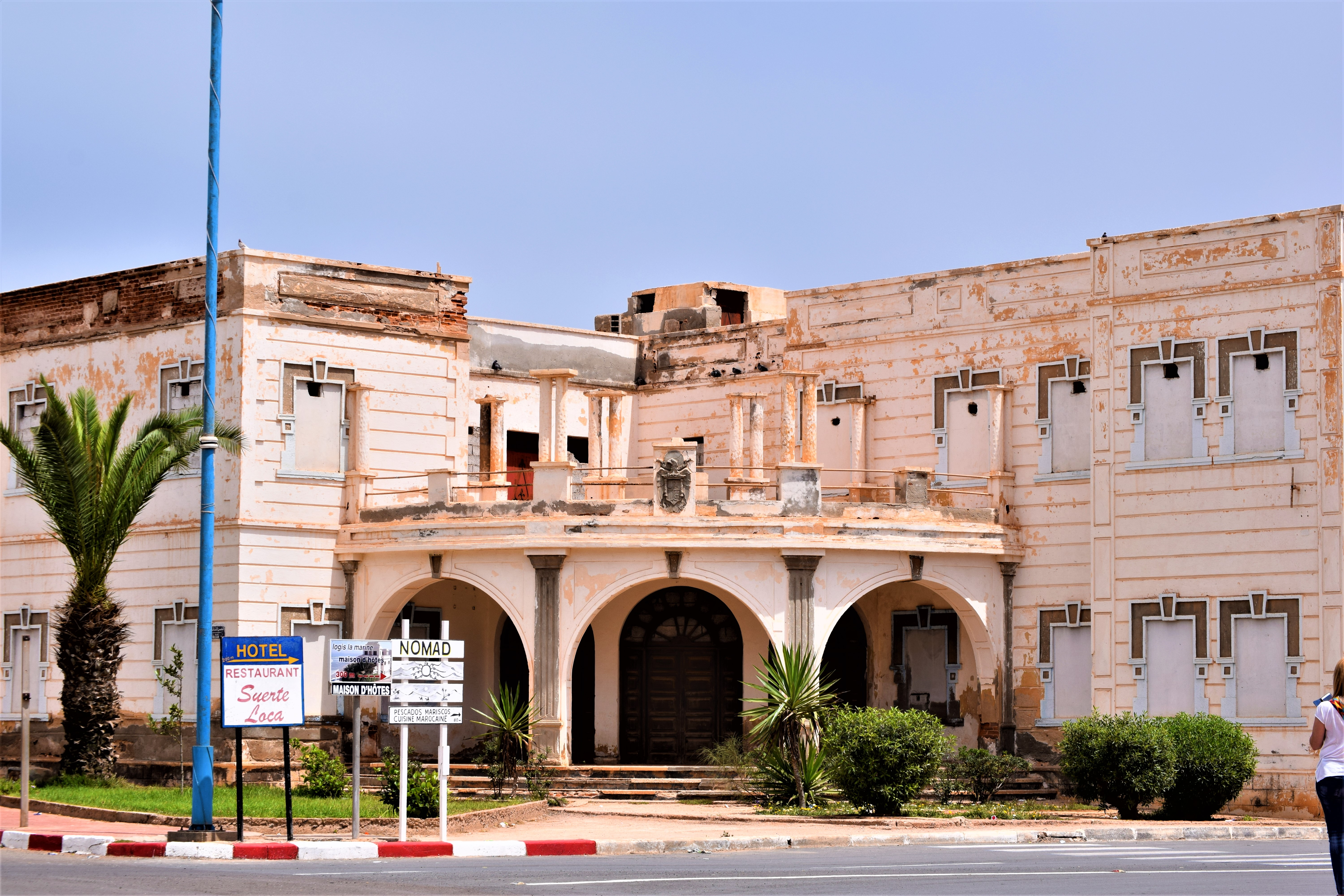
Edificio del antiguo Consulado Español.

En 2007 España promulgó la Ley 39/2007, de la Carrera Militar dio reconocimiento a los soldados de reemplazo que habían cumplido el servicio militar obligatorio en Ifni durante la guerra de Ifni. Existe en la actualidad y gracias a internet un fuerte movimiento asociativo de los veteranos del servicio militar y guerra de Ifni en España.
Un aspecto fundamental de la gestión política española en la zona fue el reconocimiento y respeto a los usos y costumbres de la población ait-baamarani, así como a sus creencias religiosas. Por ejemplo, España aportaba los medios para la construcción de mezquitas y para la educación coránica de los escolares musulmanes.  Constituía un principio perfectamente conocido y respetado la prohibición de cualquier clase de proselitismo religioso cristiano. En 1961 se construyó una pista de aterrizaje, que contaba con instalaciones auxiliares, torre de control y terminales de carga y pasajeros, aunque su tráfico fue modesto, representando un tercio del que tenía el de El Aaiún. En 1965 se concluyó, al otro lado del río Ifni, el ensanche urbano de la ciudad conocido de Barrio General Agulla o Colominas, por el nombre de la empresa española constructora de la barriada. En 1967 se inauguró el puerto teleférico. 

### Incorporación a Marruecos en 1969
El 30 de junio de 1969, el gobierno español cedió lo que conservaba de Ifni a Marruecos, en virtud del Tratado de Retrocesión firmado en Fez el 4 de enero de 1969 haciéndose así efectiva la retrocesión. Tras ello se inició un difícil proceso de adaptación, agravado por una aguda crisis económica y la imposición de la administración con lengua francesa. Durante años la principal fuente de riqueza había girado en torno a la existencia de una importante colonia militar española en una ciudad que contaba con infraestructuras y equipamientos propios de una moderna capital de provincia. Dentro del periodo de violencia conocido como años de plomo, el 2 de febrero de 1972 el rey Hassan II sufrió un atentado durante la inauguración del campo de fútbol.
El 30 de mayo de 2008, un gran número de jóvenes desempleados bloquearon la entrada del puerto de Sidi Ifni, como protesta por su situación y la de la región, reivindicando que, en treinta años, no solo no se habían hecho inversiones, sino que las existentes, como el hospital, estaban en situación precaria. A estos se les sumaron decenas de personas en una manifestación que recorrió las calles de la localidad. Las protestas fueron reprimidas por la policía marroquí y el tratamiento de la información por la agencia gubernamental de prensa marroquí fue criticado. En 2009 la provincia de Sidi Ifni se escindió de la provincia de Tiznit, pasando Sidi Ifni a ser capital de provincia. Dentro de las relaciones España-Marruecos, tras quedar los descendientes de ifneños españoles no contemplados en la ley española que sí concede la nacionalidad a los sefardíes, en julio de 2016 se reprodujeron las protestas. Los manifestantes ocuparon el edificio del antiguo consulado español con banderas rojigualdas y, además de protestar por la falta de inversiones, exigíeron poder obtener la nacionalidad española por ser descendientes de ifneños españoles.
En la actualidad se trata de una población con un incipiente turismo relacionado con el surf, el monumento natural del arco la playa de Legzira y los edificios de época colonial.

## Economía
La base económica de la ciudad es la pesca y los cultivos de argán y cactus (higo chumbo), de los que se extraen valiosos aceites, fundamentalmente destinados a la industria cosmética, y otros productos alimenticios. Existe una incipiente industria turística, principalmente de turismo de sol y playa, turismo de naturaleza y turismo deportivo (surf).

## Patrimonio cultural y estructura urbana
El primer puerto teleférico, inaugurado en 1967 por los españoles, fue una solución única y original para salvar las difíciles condiciones del litoral. Consistía en un muelle unido a la costa mediante un teleférico de 1400 metros de longitud, permitiendo la carga y descarga de buques de tonelaje medio. Cerca de ese teleférico existe hoy un aceptable puerto pesquero, exactamente donde preveía un viejo proyecto español que se descartó por el riesgo de aterramiento.
El aeródromo de la época española se encuentra abandonado. En realidad, se trata históricamente del segundo aeródromo español en Sidi Ifni, ya que el primero se ubicaba en una pequeña pista, que aún existe, en la esquina noroeste del actual campo de aviación. Lo extraordinario es que dicho campo ocupa buena parte de la meseta en la que se asienta Sidi Ifni, y que sus límites coinciden con calles transitadas excepto en su extremo sur. Por todas estas razones, y por las exigencias modernas del tráfico aéreo, será difícil que dicho viejo aeropuerto vuelva a funcionar. Sus dimensiones aproximadas, dos mil metros de largo por quinientos de anchura, un millón de metros cuadrados, parecerían la expansión natural de la ciudad que, sin embargo, ha crecido a expensas del pie de monte y del acantilado costero.

En Sidi Ifni, las huellas del pasado español son aún muy visibles. Son notables la plaza de Hassán II (antes, plaza de España) con una fuente y azulejos de estilo andaluz, el consulado español o pagaduría de Sidi Ifni (hoy cerrado) y el Palacio Municipal. El estilo empleado se caracteriza por la influencia de las construcciones del protectorado de Emilio Blanco Izaga  denominadas estilo rifeño con decoración geométrica inspirada de las khasbas del sur marroquí, así como por el empleo de elementos art decó, incluido el aerodinámico, neoandalusí, funcionalismo (capilla del hospital, hoy almacén de farmacia) y regionalista canario. Señalar, además, otros ejemplos como la iglesia de Santa Cruz (ahora Palacio de Justicia), la Comandancia de Marina (actualmente restaurante), el cuartel de Infantería de Marina (actualmente hotel), el faro y el Palacio Real (antiguo Gobierno General). Los cuarteles que fueron del Grupo de Tiradores de Ifni n.º 1 y el del Grupo Mixto están en uso, ocupados por el Ejército Real de Marruecos (GEB y GAR) y el cuartel nuevo de la 1.ª Compañía de la Policía de Ifni n.º 1 es sede de la División Regional de Protección Civil. Otros edificios de época española están abandonados como el cuartel antiguo de Policía, la cárcel, el campamento de Reclutas del Grupo de Tiradores de Ifni n.º 1, acuartelamiento de La Legión (Batallón Santa Cruz de Ifni, Banderas Paracaidistas Iª y IIª o XIII Bandera Independiente del AOE) o el cine Avenida. Además, en las afueras de Sidi Ifni también se encuentran en estado ruinoso el acuartelamiento de Tiradores de Ifni n.º 2, fuerte de Aman U Ali, el campamento de Id Nacus, instalaciones del Coraima, o la posición de Id Mehais-Xaraff.

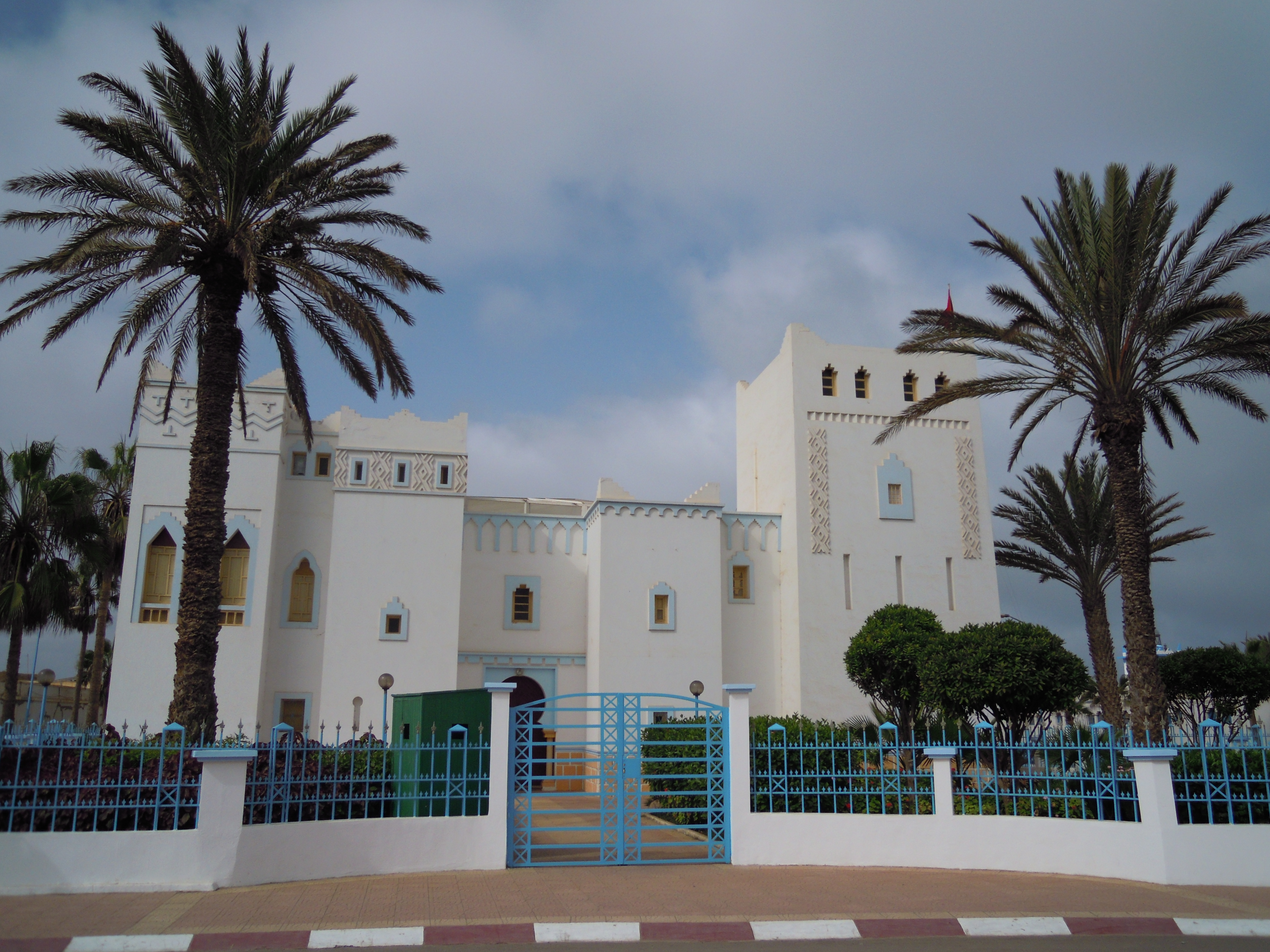
Residencia Real, antiguo palacio del Gobernador
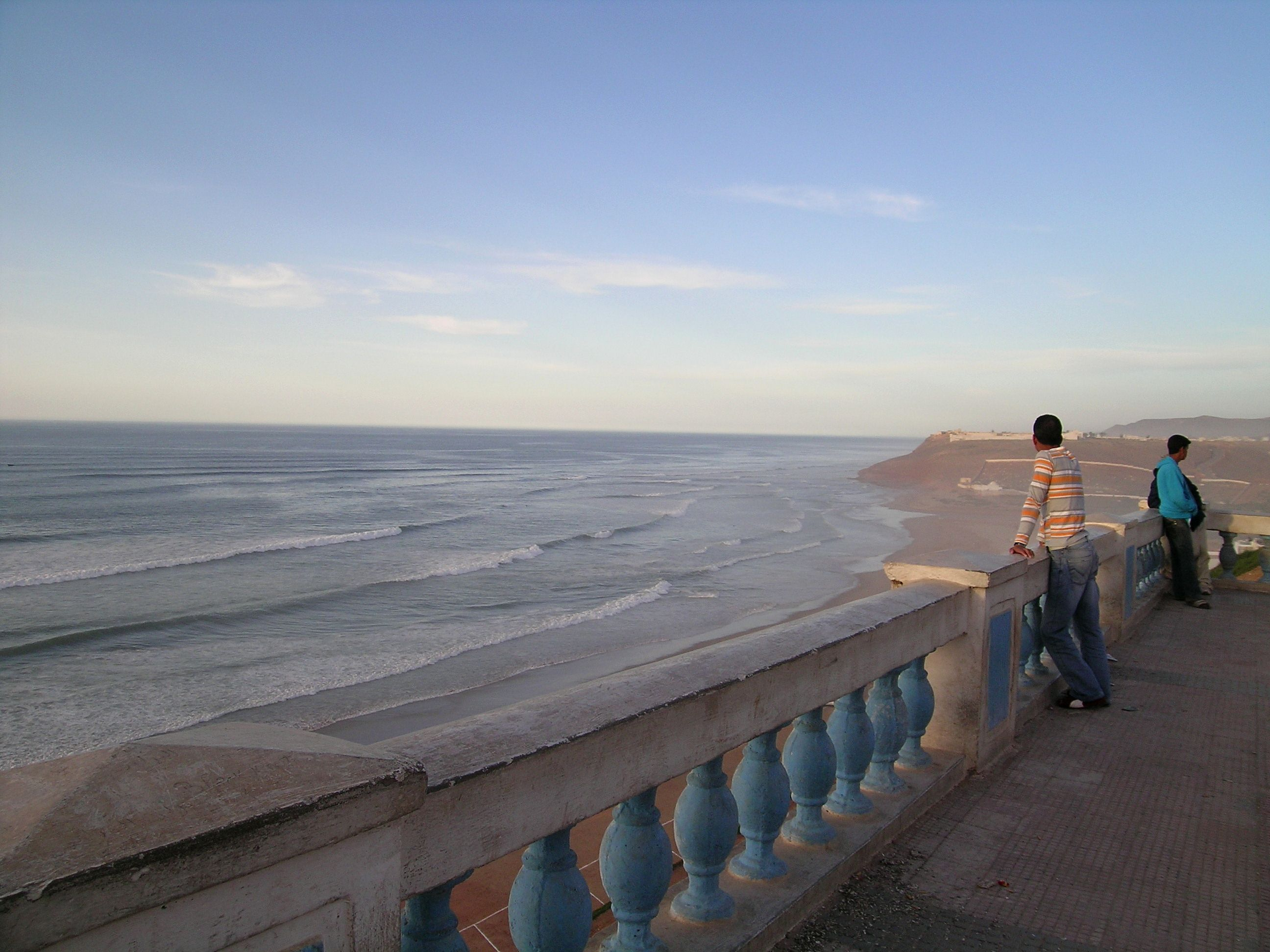
Barandilla de Sidi Ifni
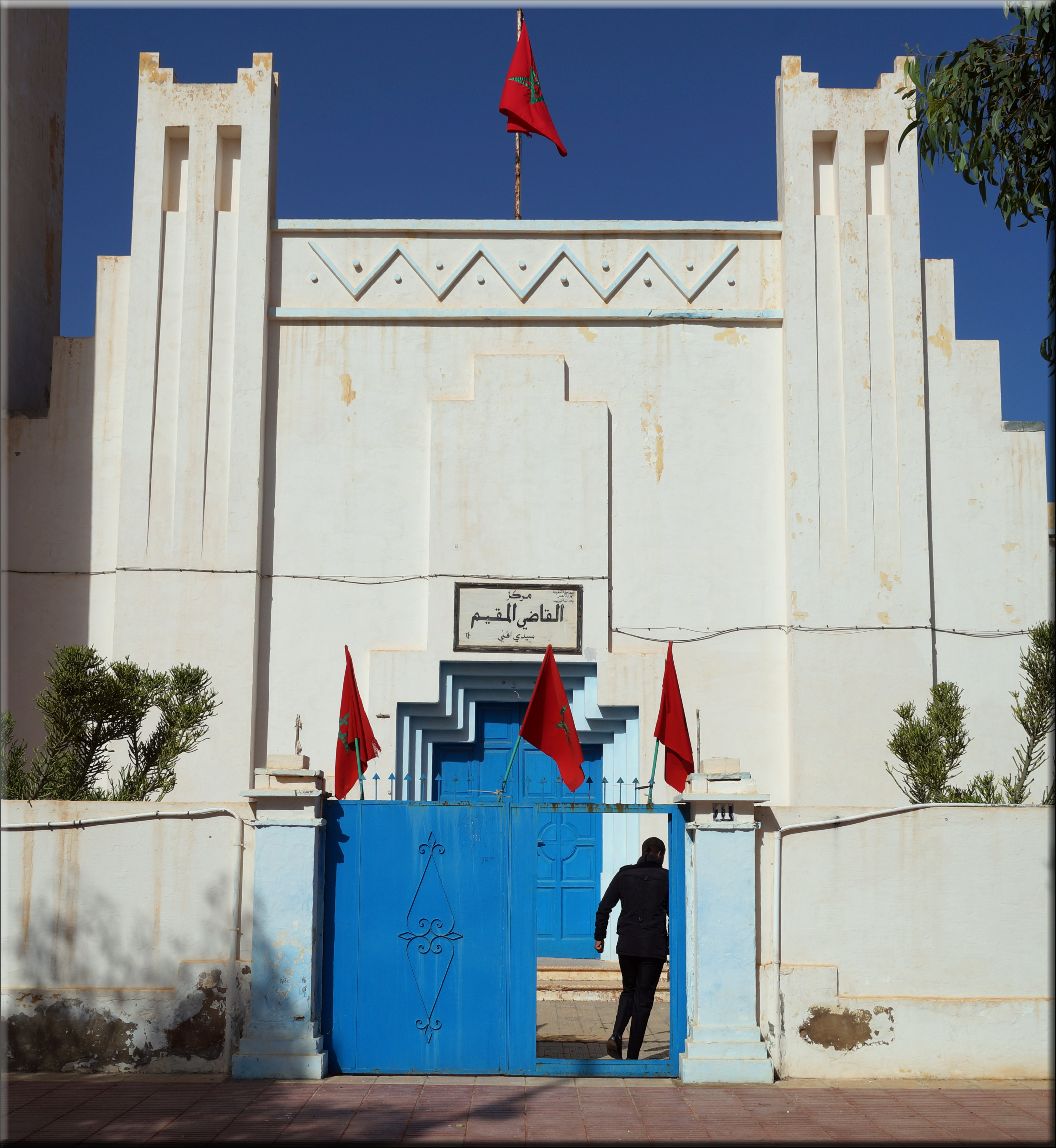
Palacio de Justicia, antigua iglesia de Santa Cruz
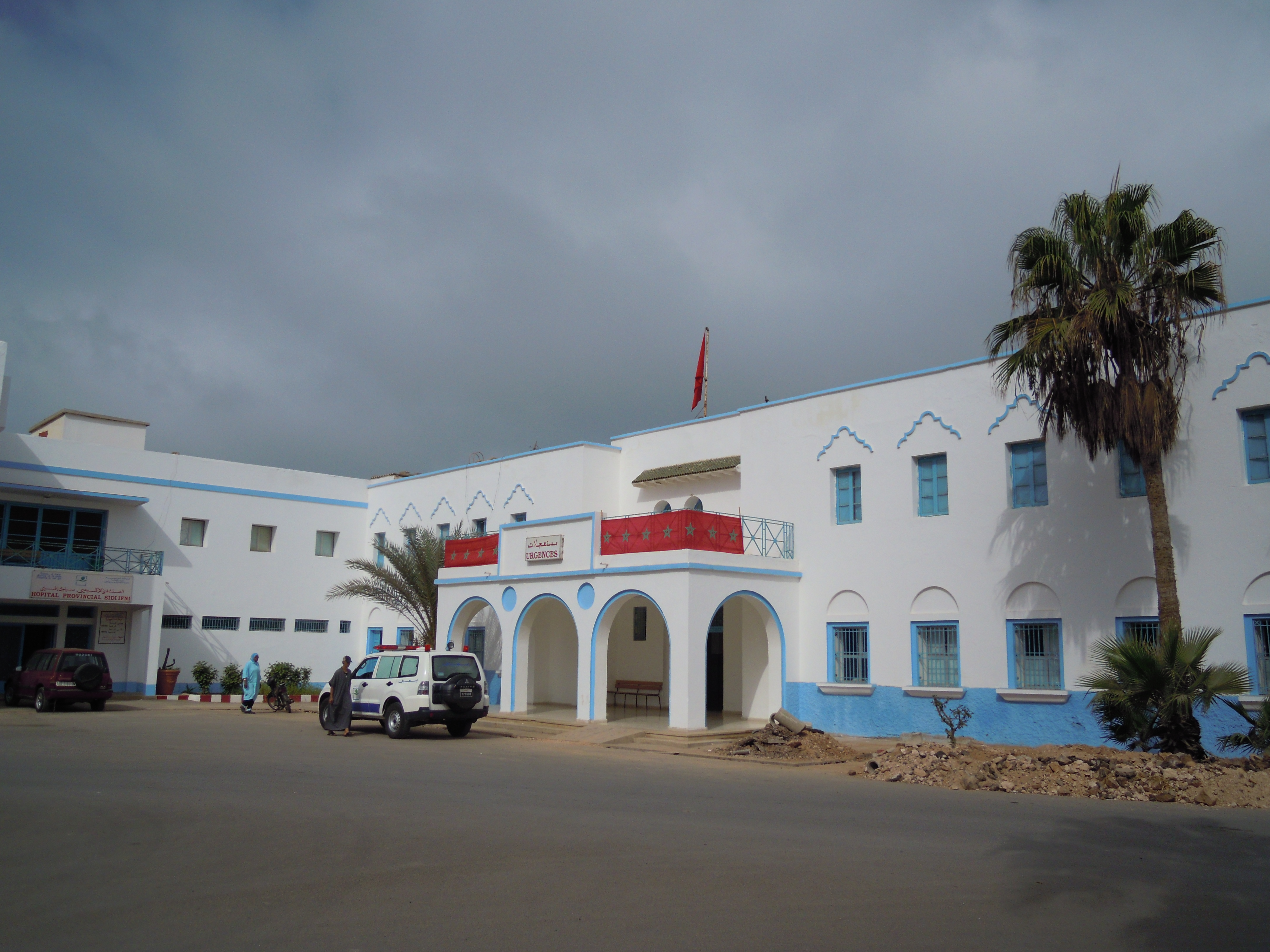
Hospital de Sidi Ifni
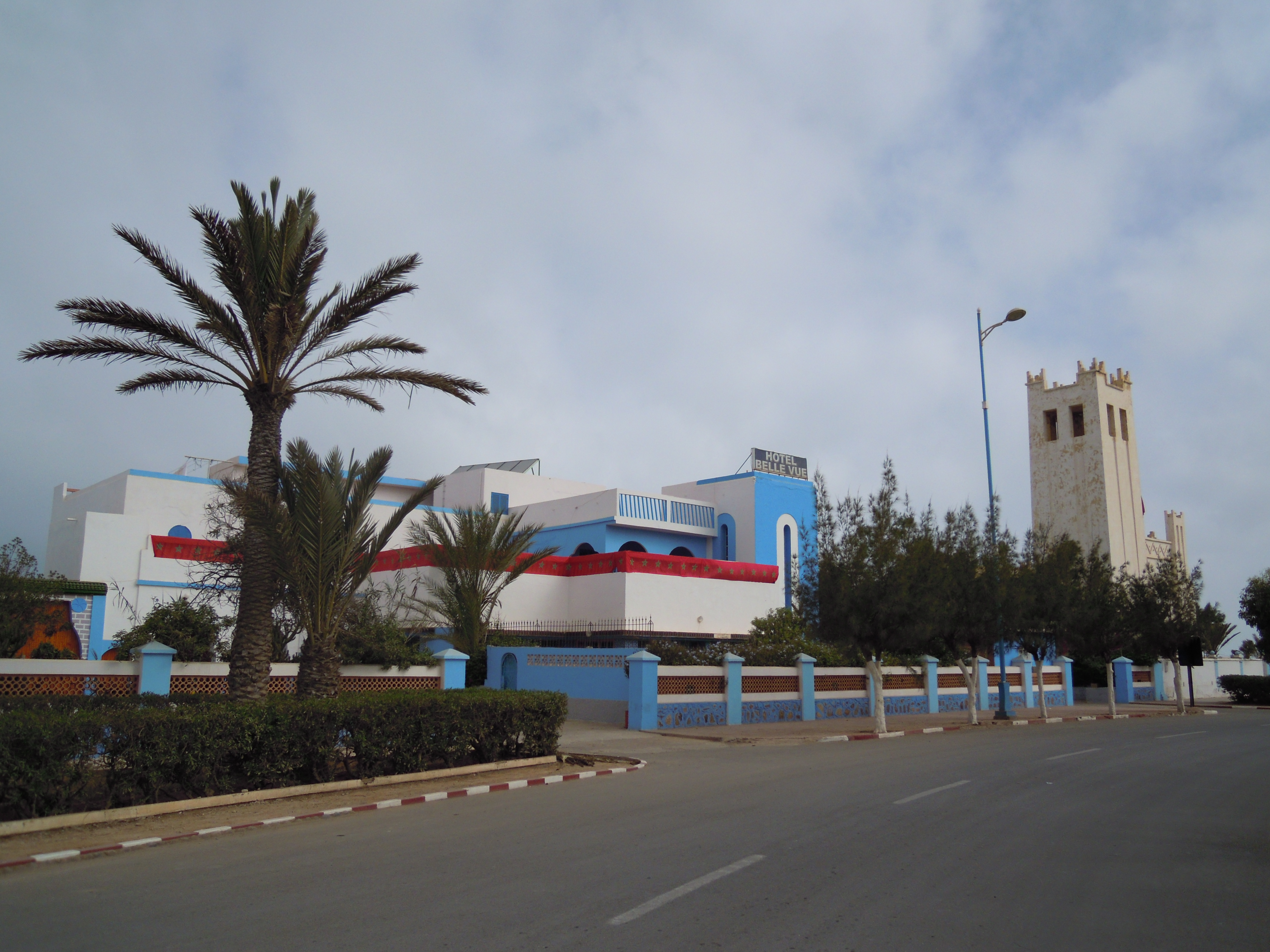
Hotel Belle Vue, antiguo cuartel de Infantería de Marina
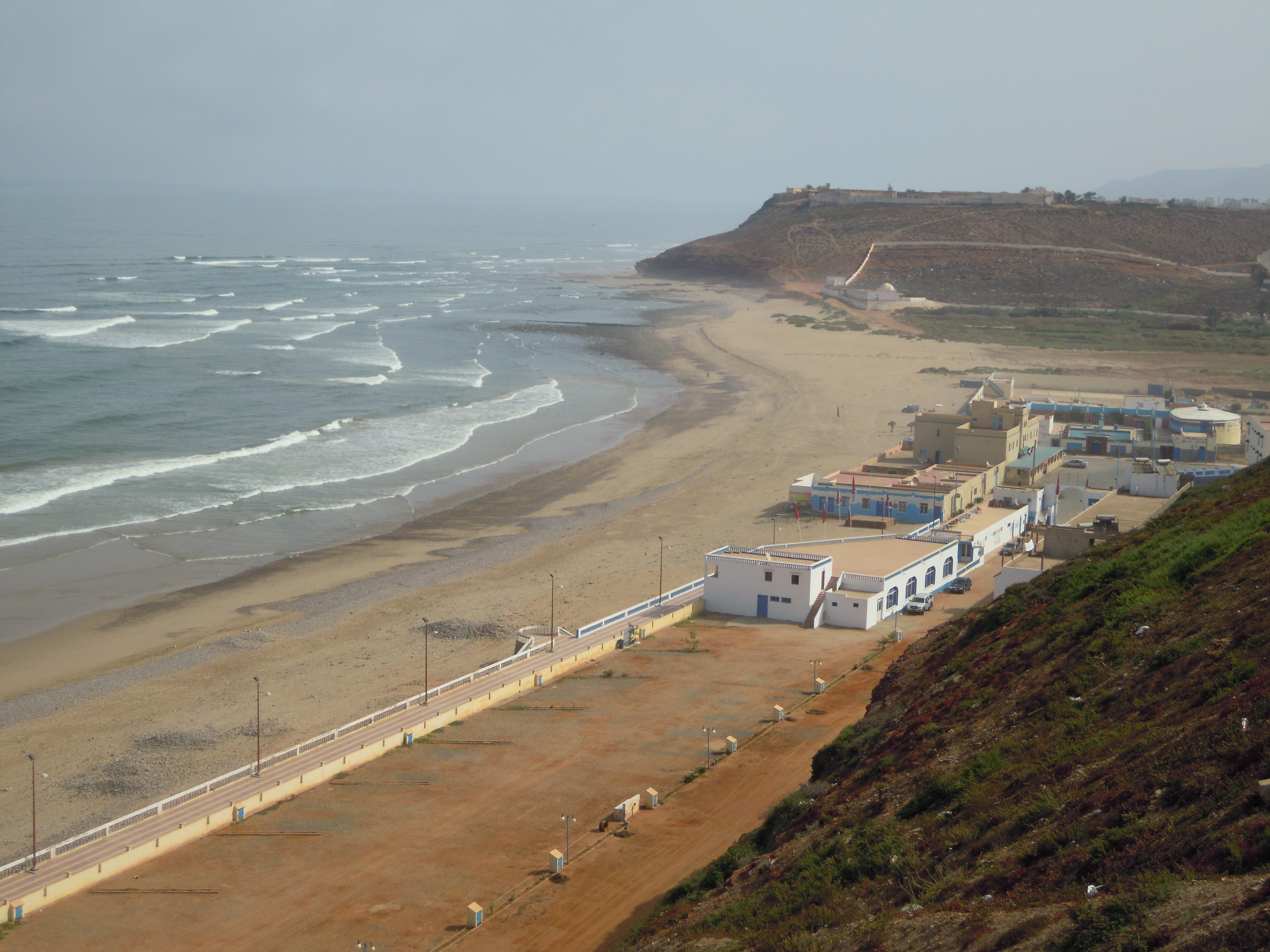
Camping Sidi Ifni, antigua piscina general Tutor

En el Centro Juvenil Cultural de Sidi Ifni y varias escuelas de idiomas se estudia el español.
El artículo 7 del Tratado de Fez de 1969 entre Marruecos y España, respecto del Territorio de Ifni, y en relación con la defensa y protección de los idiomas español y haquetía, declara: "El Gobierno marroquí no pondrá inconvenientes al mantenimiento de las instituciones culturales y de enseñanza españolas existentes en el territorio y dará facilidades para la apertura de aquellas que el Gobierno español pueda considerar convenientes".